# Gonzalo Hurtado
Gonzalo Hurtado de Guinea Madrid, España, es un entrenador de fútbol español. Fue segundo entrenador del Sevilla F. C. y habitualmente forma parte del cuerpo técnico que dirige Gregorio Manzano.

## Carrera Deportiva
La carrera como técnico de Gonzalo Hurtado no se reduce exclusivamente a su papel de ayudante de Gregorio Manzano, ya que el preparador madrileño puede considerarse todo un veterano de los banquillos de la Segunda División. Tras su paso, entre otros, por el Atlético Tomelloso y el Atlético de Madrid B en las temporadas 1988-1991. 
Gonzalo Hurtado llegó a comienzos de la temporada 1992-1993 al CD Toledo, con el que consiguió esa misma temporada el ascenso a la Segunda División. Hurtado permanecería tres temporadas más al frente del conjunto castellano, antes de firmar en 1996 por otro recién ascendido a la categoría, la UD Almería, donde aguantaría tan solo once encuentros. Tras este traspiés, Hurtado encontró acomodo en el CD Castellón, entonces equipo de la Segunda División B, la misma categoría en la que militaba el Real Murcia cuando se hizo cargo del Real Murcia. La última experiencia de Gonzalo Hurtado como primer entrenador llegaría en diciembre de 2000 cuando sustituyó a Juan José Enríquez en el banquillo del Getafe CF, aunque no consiguió la salvación del equipo 'azulón'.
En 2003 firmaría como segundo entrenador del Atlético de Madrid a las órdenes de Gregorio Manzano y más tarde lo acompañaría en 2006 en su aventura en el Real Mallorca volviéndose un tándem inseparable hasta 2010 que terminó su aventura en el equipo bermellón.
En 2010 firmaría como segundo entrenador del Sevilla F. C. a las órdenes de Gregorio Manzano.